# أرسين بتروسيان
أرسين بتروسيان (بالأرمنية: Արսեն Պետրոսյան)‏ هو لاعب كرة قدم أرميني في مركز حراسة المرمى، ولد في 27 سبتمبر 1991 في يريفان في أرمينيا. شارك مع منتخب أرمينيا تحت 21 سنة لكرة القدم ومنتخب أرمينيا لكرة القدم. أما مع النوادي، فقد لعب مع أرارات يريفان وبيونيك يريفان ونادي جاندجاسر كابان.

## وصلات خارجية
- أرسين بتروسيان على موقع الاتحاد الأوربي (الإنجليزية)
- أرسين بتروسيان على موقع قاعدة بيانات كرة القدم.إي يو (الإنجليزية)
- أرسين بتروسيان على موقع ناشيونال فوتبول تيمز (الإنجليزية)
- أرسين بتروسيان على موقع Soccerway.com (الإنجليزية)